# Linn (Missouri)
Linn város az USA Missouri államában. Lakosainak száma 1350 fő (2020. április 1.).

## Története
Linn városát 1843-ban alapították. A várost Lewis F. Linn szenátorról nevezték el. Posta 1844 óta működik a településen.

## Népesség
A település népességének változása:

| 2010 | 1 459 |
| 2020 | 1 350 |